# Seznam beloruskih pesnikov
Seznam beloruskih pesnikov.

## A
- Natalla Arsieńnieva

## B
- Maksim Bahdanovič (1891-1917)
- Francisk Bahuševič
- Jan Borszczewski
- Pjatruś Broŭka

## C
- Julia Cimafiejeva

## D
- Vincent Dunin-Marcinkievič

## H
- Anatol Hrachańnikaŭ
- Nil Sjamenavič Hilevič (Nil` Gilevič) (1931–2016)

## K
- Jakub Kołas
- Arkadij Kulešov
- Janka Kupała

## M
- Valžina Mort

## O
- Uładzimir Arłou

## T
- Maksim Tank (pravo ime Jaŭhjen Skurko) (1912–1995)